# Belize i olympiska sommarspelen 2008
Belize deltog i olympiska sommarspelen 2008 som ägde rum i Peking i Kina. Ingen av landets deltagare erövrade någon medalj.

## Friidrott
Förkortningar
- Notera – Placeringar gäller endast den tävlandes eget heat
- Q = Kvalificerade sig till nästa omgång via placering
- q = Kvalificerade sig på tid eller, i fältgrenarna, på placering utan att ha nått kvalgränsen
- NR = Nationellt rekord
- N/A = Omgången inte möjlig i grenen
- Bye = Idrottaren behövde inte delta i omgången

Herrar
| Tävlande          | Gren       | Kval/heat | Kval/heat | Kvartsfinal      | Kvartsfinal      | Semifinal        | Semifinal        | Final            | Final            |
| Tävlande          | Gren       | Resultat  | Placering | Resultat         | Placering        | Resultat         | Placering        | Resultat         | Placering        |
| ----------------- | ---------- | --------- | --------- | ---------------- | ---------------- | ---------------- | ---------------- | ---------------- | ---------------- |
| Jayson Jones      | 200 m      | 21,54     | 6         | Gick inte vidare | Gick inte vidare | Gick inte vidare | Gick inte vidare | Gick inte vidare | Gick inte vidare |
| Jonathan Williams | 400 m häck | 49,61     | 4 q       | i.u.             | i.u.             | 49,64            | 6                | Gick inte vidare | Gick inte vidare |

Fältgrenar
| Idrottare     | Gren      | Kval  | Kval      | Final            | Final            |
| Idrottare     | Gren      | Längd | Placering | Längd            | Placering        |
| ------------- | --------- | ----- | --------- | ---------------- | ---------------- |
| Tricia Flores | Längdhopp | 5,25  | 38        | Gick inte vidare | Gick inte vidare |

## Taekwondo
| Idrottare        | Gren             | Åttondelsfinaler     | Kvartsfinaler        | Semifinaer           | Återkval             | Bronsmatch           | Final                | Final            |
| Idrottare        | Gren             | Motståndare Resultat | Motståndare Resultat | Motståndare Resultat | Motståndare Resultat | Motståndare Resultat | Motståndare Resultat | Placering        |
| ---------------- | ---------------- | -------------------- | -------------------- | -------------------- | -------------------- | -------------------- | -------------------- | ---------------- |
| Alfonso Martínez | Herrarnas −58 kg | Ramos (ESP) L 1–2    | Gick inte vidare     | Gick inte vidare     | Gick inte vidare     | Gick inte vidare     | Gick inte vidare     | Gick inte vidare |